# 1926 no jornalismo
Nesta página encontrará referências aos acontecimentos directamente relacionados com o jornalismo ocorridos durante o ano de 1926.

## Eventos
- Publicação em Lisboa do jornal A Choldra.

## Nascimentos
| Data         | Nome               | Profissão                                                | Nacionalidade | Observações | Ref   |
| ------------ | ------------------ | -------------------------------------------------------- | ------------- | ----------- | ----- |
| 14 de março  | Carlos Heitor Cony | escritor, jornalista                                     | Brasil        |             |       |
| 18 de março  | Augusto Abelaira   | professor, romancista, dramaturgo, tradutor e jornalista | Portugal      | m. 2003     | [ 1 ] |
| 25 de agosto | Plínio Cabral      | jurista, escritor, jornalista, publicitário e político   | Brasil        | m. 2011     |       |

## Mortes
| Data           | Nome                  | Profissão                                                                                          | Nacionalidade | Observações | Ref |
| -------------- | --------------------- | -------------------------------------------------------------------------------------------------- | ------------- | ----------- | --- |
| 8 de agosto    | Múcio Teixeira        | escritor, jornalista, diplomata e poeta                                                            | Brasil        | n. 1857     |     |
| 19 de novembro | Clement King Shorter  | jornalista e crítico literário                                                                     | Reino Unido   | n. 1857     |     |
| 15 de dezembro | Adriano Gomes Pimenta | jornalista e político                                                                              | Portugal      | n. ?        |     |
| ??             | Jokūbas Šernas        | advogado, jornalista, professor, banqueiro e signatário da Declaração de Independência da Lituânia | Império Russo | n. 1888     |     |